# Glypta albonotata
Glypta albonotata là một loài tò vò trong họ Ichneumonidae.